# Ludwig Bartels (Politiker, 1884)
Ludwig Bartels (* 3. März 1884 in Mansfeld; † nach 1942) war ein deutscher Regierungsrat und ab 6. Juni 1933 kommissarischer Oberbürgermeister und vom 23. Oktober 1933 bis zum 30. März 1937 Oberbürgermeister von Harburg-Wilhelmsburg. Er war Nachfolger des nach der Machtübernahme der NSDAP im Zuge der Gleichschaltung aus dem Amt entfernten Oberbürgermeisters Walter Dudek, der SPD-Mitglied war.
Bartels war von 1919 bis 1924 Mitglied der DNVP und anschließend parteilos. Zum 1. April 1933 trat er der NSDAP bei (Mitgliedsnummer 1.697.290). Bevor er die Leitung der Stadt Harburg-Wilhelmsburg übernahm, war er Regierungsrat im Regierungsbezirk Lüneburg. Für das Amt des Oberbürgermeisters wurde er vom Gauleiter des Gaus Ost-Hannover Otto Telschow vorgeschlagen.
Bartels verlor sein Oberbürgermeisteramt durch die Eingliederung von Harburg-Wilhelmsburg nach Hamburg zum 1. April 1937 infolge des Groß-Hamburg-Gesetzes.